# Antoine Grenot

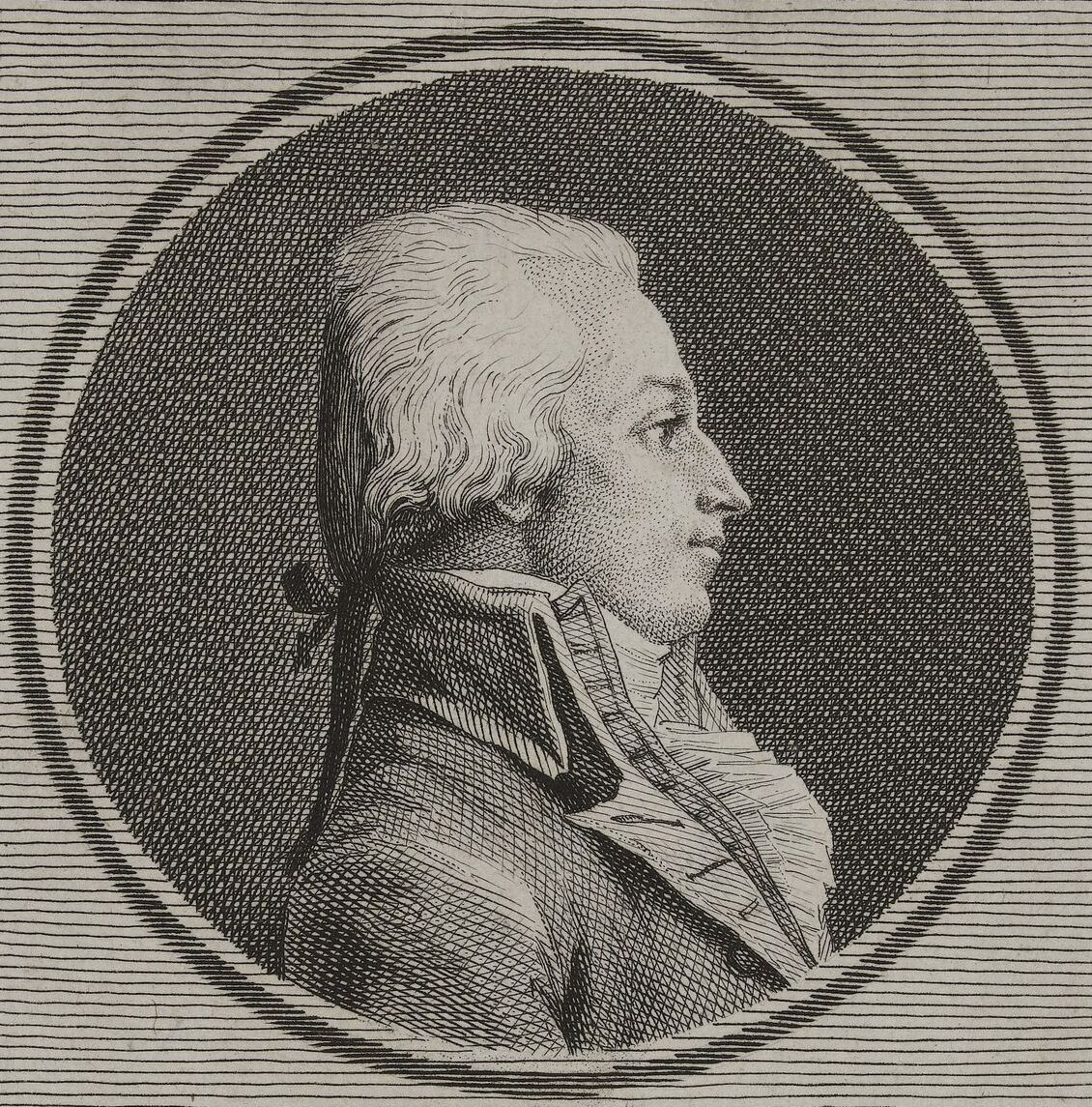

Antoine Grenot (* 7. August 1748 in Gendrey, Département Jura; † 25. Mai 1808 ebenda) war ein französischer Rechtsgelehrter und Deputierter während der Französischen Revolution.

## Leben
Antoine Grenot widmete sich der Jurisprudenz und ließ sich nach Beendigung seiner Studien unter die Parlamentsadvokaten einschreiben, lebte aber auf dem Lande und wirkte als Anwalt in Gendrey. In seiner Freizeit trieb er Studien und übte verschiedene Zweige der Landwirtschaft aus. Beim Ausbruch der Französischen Revolution 1789 nahm er deren Prinzipien enthusiastisch an und wurde am 15. April 1789 von seinem Amt Dole zum Mitglied der Generalstände gewählt. Als Abgeordneter des Dritten Standes leistete er am 20. Juni 1789 den Ballhausschwur. Als Mitglied der Konstituante stimmte er für alle Reformen und machte sich durch seine Bemühungen für die Herstellung eines geordneten Zustands und des Friedens verdient. Anschließend wurde er Friedensrichter in Gendrey.
Am 4. November 1792 wurde Grenot vom Département Jura zum Deputierten des Nationalkonvents gewählt. Er schloss sich der Partei der Girondisten an und stimmte im Prozess gegen König Ludwig XVI. für dessen Tod, aber mit dem ausdrücklichen Vorbehalt der Berufung an das Volk. Da er am 6. Juni 1793 mit Caseneuve, Laure-Duperret und Anderen den Protest gegen den Volksaufruhr vom 31. Mai 1793 unterzeichnet hatte, wurde er durch Beschluss vom 3. Oktober 1793 der Verschwörung angeklagt und seine Verhaftung verfügt. Er entging dieser aber und verbarg sich in einem Schlupfwinkel seines Départements. Dort wurde er jedoch entdeckt und rettete sich, nachdem er die ihn bewachenden Häscher überwältigt hatte, durch einen Sprung aus dem Fenster.
Nachdem mit dem Sturz Robespierres die Terrorherrschaft geendet hatte (27. Juli 1794), wurde Grenot durch das Dekret vom 8. Dezember 1794 in den Konvent zurückgerufen. Anschließend wurde er als Kommissar zu den Armeen der Küsten von Brest und Cherbourg sowie in das Département Ille-et-Vilaine geschickt, wo er mit Guezno und Guermeur zur Ausführung der Bestimmungen des Vertrags von La Jaunaye beitrug. Dieser Friedensvertrag war am 17. Februar 1795 zur Beendigung des  Aufstands der Vendée von den Anführern der Revolte, Charette und Sapinaud, sowie vom Deputierten Albert Ruelle als Vertreter des Nationalkonvents unterschrieben worden. Da aber die Anführer der Vendéer fürchteten, dass der Wohlfahrtsausschuss die verabredeten Friedensbedingungen nicht zu erfüllen bereit sei, teilten sie Grenot am 15. Mai 1795 ihr Vorhaben mit, ihren Bevollmächtigten Chastellier nach Paris zu schicken, um die vorläufige Freilassung Ludwigs XVII. und seiner Schwester zu verlangen. Grenot billigte scheinbar diesen Schritt, erließ aber am folgenden Tag von Rennes aus einen Aufruf, worin er aus den einem Eilboten des royalistischen Generals Cormatin abgenommenen Briefen mitteilte, dass eine neue Schilderhebung der Vendéer bevorstehe. Zugleich wiederholte er darin die Versicherung, dass er ehrlich den Frieden wünsche und den Vertrag streng zu halten beabsichtigte, durch welchen den Gegnern die persönliche Sicherheit, die Erhaltung ihres Besitzes und die freie Religionsausübung zugestanden seien; doch soll er heimlich die Vernichtung der Royalisten gefördert haben. Andere Quellen behaupten, er habe aufrichtig eine Vereinigung zustande bringen wollen und auch wirklich durch Verhütung mancher Ungerechtigkeiten zur Versöhnung beigetragen.
Am 13. Oktober 1795 wurde Grenot als Vertreter des Départements Jura zum Mitglied des Rats der Fünfhundert gewählt und begab sich auf Befehl der Konsuln nach den Départements der Ardennen, der Maas und der Marne, wo er sich seiner Aufträge mit großer Umsicht entledigte. Er befürwortete den Staatsstreich des 18. Brumaire VIII (9. November 1799), durch den Napoleon Bonaparte zum faktischen Alleinherrscher Frankreichs aufstieg. Am 25. Dezember 1799 wurde er durch den Sénat conservateur als Deputierter des Départements Jura in den gesetzgebenden Körper gewählt, aus dem er 1804 nach der Errichtung des Kaiserreichs durch Napoleon wieder ausschied. Damit endete seine politische Laufbahn und er zog sich nach Besançon zurück. Am 25. Mai 1808 starb er im Alter von 59 Jahren in seinem Heimatort Gendrey.